# Marie Baselli

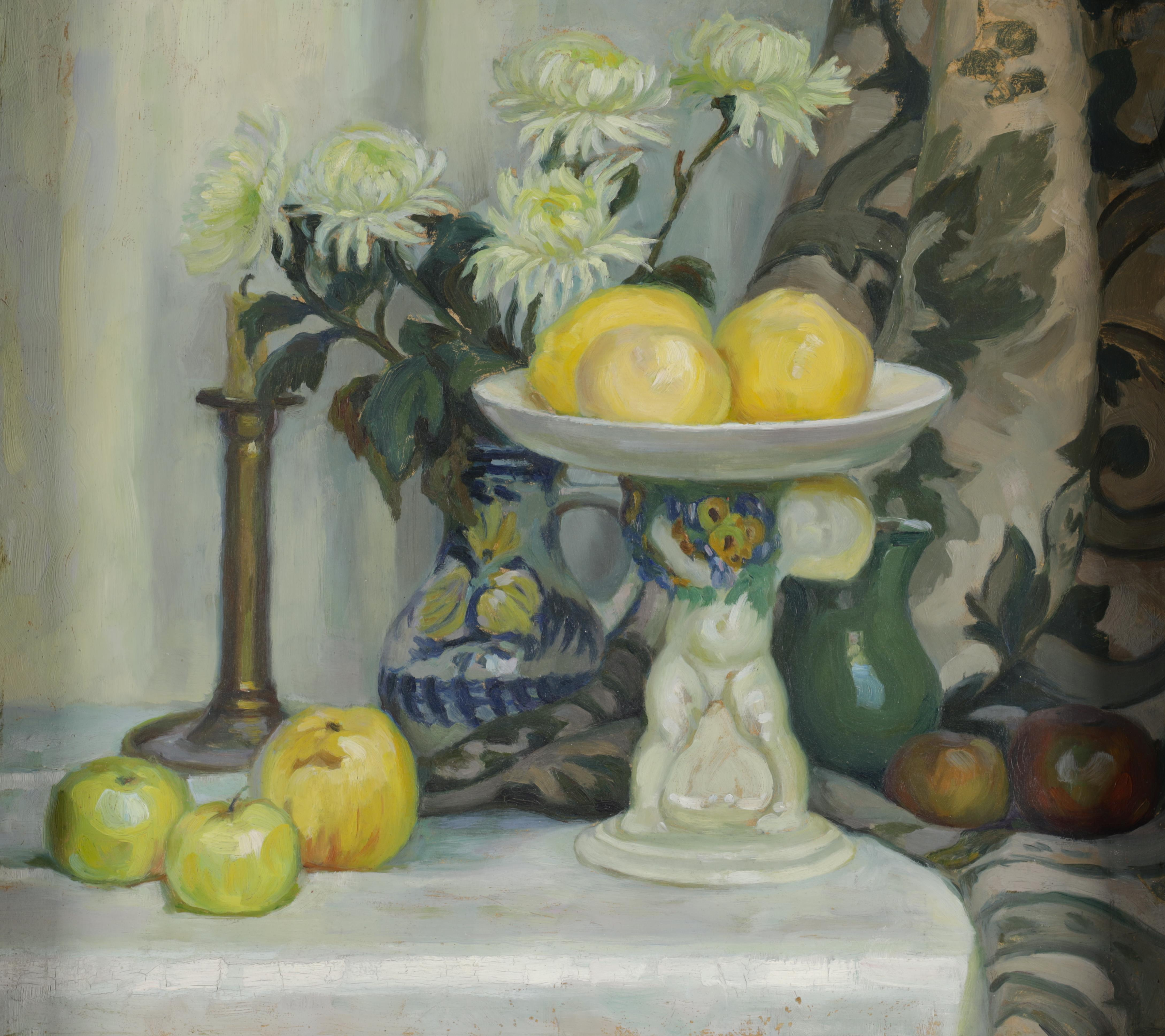
Stillleben mit Powolny-Schale

Marie Baselli, geb. Marie Baronin Baselli von Süßenberg (* 27. November 1862 in Budapest; † 25. Juli 1924 in Mošćenička Draga), war eine österreichische Malerin und Grafikerin.

## Leben
Marie Basellis Eltern waren der k. k. Lottoamtsverwalter Franz Baselli von Süßenberg (1812–1879) und Julie, geb. Oser (1834–1873). Sie besuchte in Graz den offenen Zeichensaal der Staatsgewerbeschule (1884–1886) und danach die Landeskunstschule, wo sie eine Schülerin von  Alfred Schrötter von Kristelli war. Außerdem studierte sie bei Adolf Hölzel in Dachau und Christian Adam Landenberger in München. Sie war eng mit Emmy Hiesleitner-Singer befreundet, ebenfalls eine Schülerin Alfred von Schrötters.
Baselli begann um die Jahrhundertwende mit der Malerei. Sie setzte eine lockere Malweise im Stil des Post-Impressionismus ein. Ihr Schwerpunkt lag auf Landschaften sowie Bildern mit Meer- und Küstenmotiven aus dem Seebad Mošćenička Draga. Sie schuf aber auch Genrebilder, Stillleben, Porträts und Plakate. Dabei malte sie in Öl, Aquarell und Pastell. Sie fertigte zudem Radierungen an sowie Zeichnungen, bei denen sie mit Bleistift, Kohle oder Gouache arbeitete.
Baselli war Mitglied des Steiermärkischen Kunstvereins. Sie lebte in Graz und stellte ihre Werke regelmäßig dort aus. 1910 zeigte sie auf der ersten Ausstellung der Vereinigung bildender Künstlerinnen Österreichs in der Secession in Wien drei farbige Landschaftsstudien. Die Winterausstellung 1919 im Wiener Künstlerhaus beschickte sie mit Ölbildern, Radierungen und Kohlezeichnungen. Im Folgejahr wurden in der Wiener Secession Radierungen von ihr ausgestellt. Sie gewann mehrere 1. Preise für ihre Arbeiten und wurde 1924 mit der Goldmedaille der Stadt Graz ausgezeichnet.
Marie Baselli starb 1924 im Alter von 61 Jahren in Mošćenička Draga. Ein Teil ihres Nachlasses inklusive rund 440 Grafiken gelangte 1980 in die Sammlung der Neuen Galerie Graz. Einige dieser Werke wurden restauriert und in verschiedenen Ausstellungen präsentiert.

## Werke (Auswahl)
- Gastgärtlein, ca. 1910, Öl auf Karton, 36 × 47,7 cm, 1954 Ankauf der Steiermärkischen Landesregierung, Neue Galerie Graz
- Trauer, ca. 1910, Öl auf Leinwand, 88,5 × 74,5 cm, 1944 Ankauf aus Privatbesitz, Neue Galerie Graz
- Stillleben mit Äpfeln und Glaskrug, ca. 1910, Öl auf Leinwand, 40,5 × 50,5 cm, Neue Galerie Graz
- Blumenstillleben mit Zinnteller, ca. 1910, Öl auf Leinwand, 24,2 × 28,5 cm, Neue Galerie Graz
- Boote an der Seine, ca. 1910, Öl auf Leinwand, Neue Galerie Graz
- Kirche in Dachau, ca. 1910, Öl auf Leinwand, Neue Galerie Graz
- Nordseestrand mit Fischerbooten, Öl auf Leinwand, Neue Galerie Graz
- Stillleben mit Powolny-Schale, Öl auf Karton, ca. 52 × 58 cm, signiert „M Baselli“

## Ausstellungen (Auswahl)
- 1910: 37. Ausstellung der Vereinigung Bildender Künstler Österreichs Secession – I. Ausstellung der Vereinigung Bildender Künstlerinnen Österreichs. Die Kunst der Frau,  Secession, Wien[7]
- 1919: Winterausstellung, Wiener Künstlerhaus (mit Katalog)
- 1920: Wiener Secession
- 1980: Steirische Arbeitswelt, Neue Galerie Graz (mit Katalog)
- 1984: Erz und Eisen in der Steiermark, Neue Galerie Graz (mit Katalog)
- 1986: Die steirische Landschaft in der Malerei des 19. und 20. Jahrhunderts, Neue Galerie Graz (mit Katalog)
- 1998: Kunst ohne Unikat, Künstlerhaus Graz (mit Katalog)
- 2006: Zur Natur des Menschen: Genremalerei des 19. und frühen 20. Jahrhunderts: aus der Sammlung der Neuen Galerie, Neue Galerie Graz (mit Katalog)
- 2014: Aufbruch in die Moderne? Paul Schad-Rossa und die Kunst in Graz, Neue Galerie Graz (mit Katalog)[8]
- 2020: Ladies first! Künstlerinnen in und aus der Steiermark 1850–1950, Neue Galerie Graz (mit Katalog)[9]